# Euphrosinopsis antipoda
Euphrosinopsis antipoda är en ringmaskart som beskrevs av Kudenov 1993. Euphrosinopsis antipoda ingår i släktet Euphrosinopsis och familjen Euphrosinidae.
Artens utbredningsområde är havet kring Nya Zeeland. Inga underarter finns listade i Catalogue of Life.